# Thomas Duncan (peintre)
Pour les articles homonymes, voir Duncan.
Thomas Duncan (4 mai 1807-25 avril 1845) est un portraitiste et peintre d'histoire écossais.

## Biographie
Duncan est né à Kinclaven, dans le Perthshire, le 4 mai 1807.
Formé à l'Académie de Perth, il entreprend des études de droit, mais les abandonne pour l'art. Commençant son instruction avec William Allan, il se distingue très tôt en tant que délinéateur de la figure humaine; et ses premiers tableaux établissent sa renommée. Malgré son très jeune âge il est nommé professeur de coloriage, puis de dessin, à la Trustees Academy d'Édimbourg.
Dans les années 1830, son adresse est au 1 Darnaway Street, un grand appartement géorgien en bordure du domaine Moray à l'extrémité ouest de la nouvelle ville d'Édimbourg.
Il meurt d'une tumeur au cerveau à Édimbourg le 25 avril 1845.
Il est enterré au cimetière de Warriston au nord d'Édimbourg. La tombe se trouve sur une pente à côté des marches à l'extrémité est des voûtes à côté de la tombe de James Young Simpson.

## Travaux

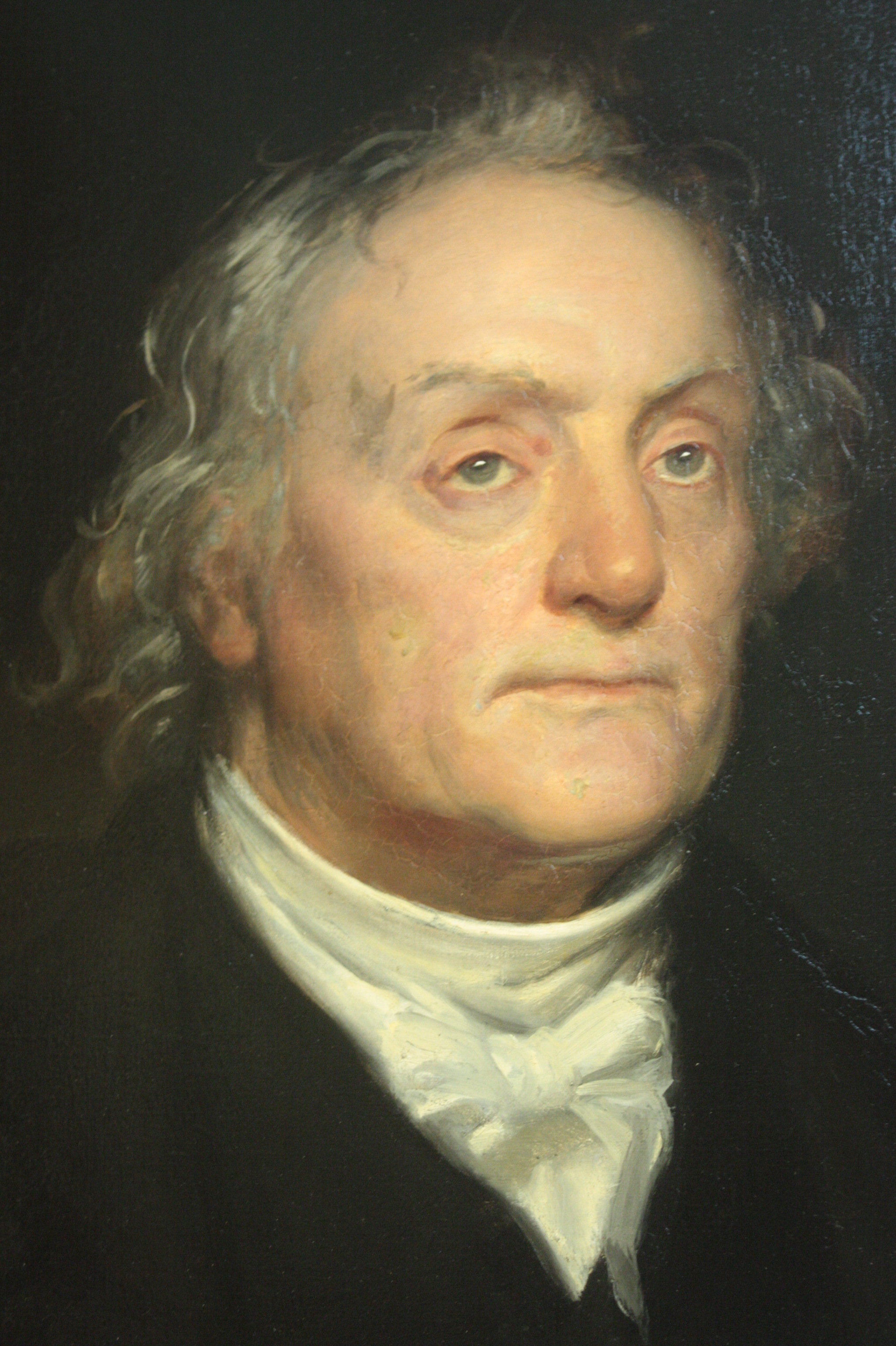
Rév. Thomas Chalmers par Thomas Duncan 1840

En 1840, Duncan peint l'un de ses plus beaux tableaux, Charles Édouard Stuart et les Highlanders entrant à Édimbourg après la bataille de Prestonpans, qui lui vaut son élection comme associé de la Royal Academy en 1843. La même année, il réalise son tableau de Charles Edward endormi après Culloden, protégé par Flora MacDonald, qui, comme beaucoup d'autres de ses œuvres, a été souvent gravé. En 1844, il peint son Cupidon, et son Martyre de John Brown de Priesthill .
Sa dernière œuvre connue (fin 1844) est un autoportrait, aujourd'hui à la National Gallery d'Édimbourg. Il est reconnu particulièrement pour ses portraits de dames et d'enfants. Son propre portrait a été peint par Robert Scott Lauder.